# Gregory Cromwell
Gregory Cromwell, död 1551, var en engelsk parlamentariker. Han var son till Thomas Cromwell och svåger till Edward Seymour, 1:e hertig av Somerset och är främst känd i historien som deltagare vid hovlivet under sin fars och svågers tid vid makten, och sedan under sin svåger Edward Seymour då han deltog i flera av dess större händelser. Flera brev från honom finns bevarade.